# Киргистан на Светском првенству у атлетици у дворани 2003.
Киргистан је учествовао на Светском првенству у атлетици у дворани 2003. одржаном у Бирмингему  од 14. и 16. марта.
Репрезентацију Киргистана на његовом шестом учешћу на светским првенствима у дворани представљала је једна атлетичатка која се такмичила у скоку увис.
На овом првенству Киргистан није освојио ниједну медаљу нити је постигнут неки рекорд.

## Учесници
Жене:
- Татјана Јефименко — скок увис

## Резултати

### Жене
| Атлетичарка       | Дисциплина | Лични рекорд | Квалификације | Квалификације | Финале                | Финале       | Детаљи |
| Атлетичарка       | Дисциплина | Лични рекорд | Резултат      | Место         | Резултат              | Место        | Детаљи |
| ----------------- | ---------- | ------------ | ------------- | ------------- | --------------------- | ------------ | ------ |
| Татјана Јефименко | скок увис  | 1,94 НР      | 1,90          | 5. у гр. 1    | Није се квалификовала | 12 / 17 (18) |        |